# 여배우는 너무해
"여배우는 너무해"는 2014년에 개봉한 대한민국의 영화이다.

## 캐스팅
- 차예련 : 나비 역
- 조현재 : 홍 감독 역
- 이엘 : 사라 역
- 김영준 : 장호 역
- 이건주 : 맹군 역
- 이재구 : 탁 대표 역
- 이승훈 : 김 대표 역
- 황민호 : 민식 역
- 정미남 : 박 실장 역
- 박현수 : 리포터 역
- 권방현 : 기자 4 역
- 강신철 : 재수남 역
- 정종우 : 재수남 친구 1 역
- 노수성 : 조폭들 역